# Географія Монголії
Монголія — східноазійська країна, що знаходиться в глибині континенту між територіями Росії та Китаю, без виходу до вод Світового океану . Загальна площа країни 1 564 116 км² (19-те місце у світі), з яких на суходіл припадає 1 553 556 км², а на поверхню внутрішніх вод — 10 560 км². Площа країни трохи менша ніж площа Аляски; у 2,5 рази більша за площу території України. 

## Назва
Офіційна назва — Монголія (монг. Монгол Улс). Назва країни походить від етноніму монголи і утворена за допомогою закінчення «-ія» на означення країни, землі, тобто Країна монголів. Етнонім монгол, імовірно, означає відважний або безстрашний. За часів входження до складу Китайської імперії (XVII-XIX століття) країна називалась Зовнішня Монголія, як протиставлення Внутрішній, що залишається частиною Китаю і донині. Таке іменування зберігається в китайській традиції. З 1924 по 1991 роки, країна була сателітом СРСР і носила назву Монгольська Народна Республіка.

## Географічне положення

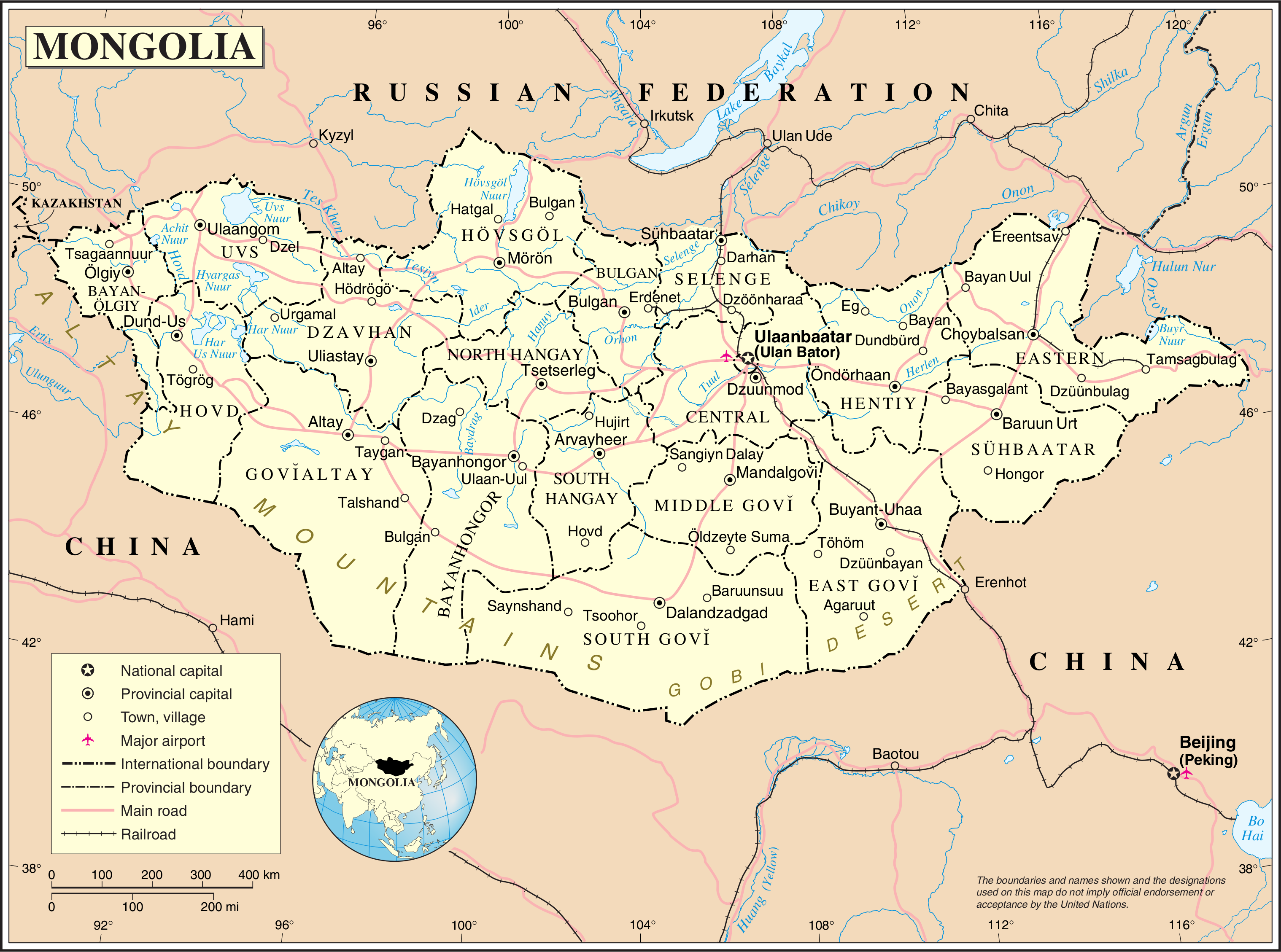
Карта Монголії від ООН

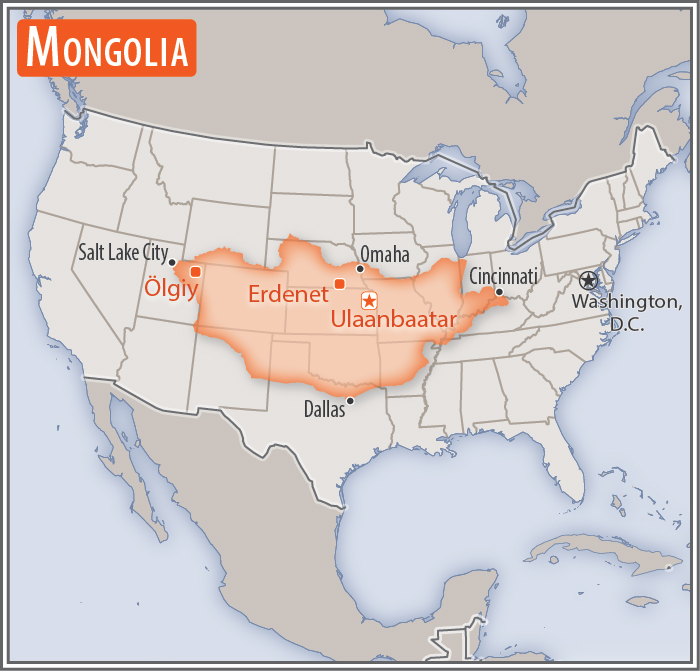
Порівняння розмірів території Монголії та США

Монголія — східноазійська країна, що межує з двома іншими країнами: на півночі — з Російською Федерацією (спільний кордон — 3452 км), на півдні — з Китаєм (4630 км). Загальна довжина державного кордону — 8082 км. Протяжність із заходу на схід — 2 392 км, з півночі на південь — 1 259 км. Країна не має виходу до вод Світового океану.

### Час
Час у Монголії: територія держави лежить у 2 годинних поясах: UTC+7, UTC+8 (+5 і +6 годин різниці часу з Києвом).

## Геологія

### Корисні копалини
Надра Монголії багаті на ряд корисних копалин: нафту, кам'яне вугілля, мідь, молібден, вольфрам, фосфати, олово, нікель, цинк, флюорит, золото, срібло, залізо.

### Вулканізм
На півдні і південному сході Монголії знаходиться частина пустелі Гобі, на південному сході підносяться масиви вулканічного плато Даріганга з четвертинними вулканами (понад 100) і покривними базальтами, іноді з озерами в кратерах вулканів.

## Рельєф
Середні висоти — 1528 м; найнижча точка — уріз вод озера Хох-Нуур (560 м); найвища точка — гора Хуйтен-Оргіл (4374 м). Монголія розташована в зоні степів, напівпустель і пустель помірного кліматичного поясу Центральної Азії. Велика частина країни — плато висотою 1000—2000 м, над яким підносяться гори. Важлива особливість рельєфу Монголії — різкі (торцеві) стики, а місцями дугоподібне розташування гірських хребтів. Найбільші хребти — Монгольський Алтай (г. Мунх-Хайрхан-Ула, 4362 м) і Гобійський Алтай, Хангай, що простягається на 1000 км. У центральної частині Монголії розташоване нагір'я Хентей. Гори відрізняються згладженими формами, їх підніжжя вкриті потужними делювіально-пролювіальними шлейфами.

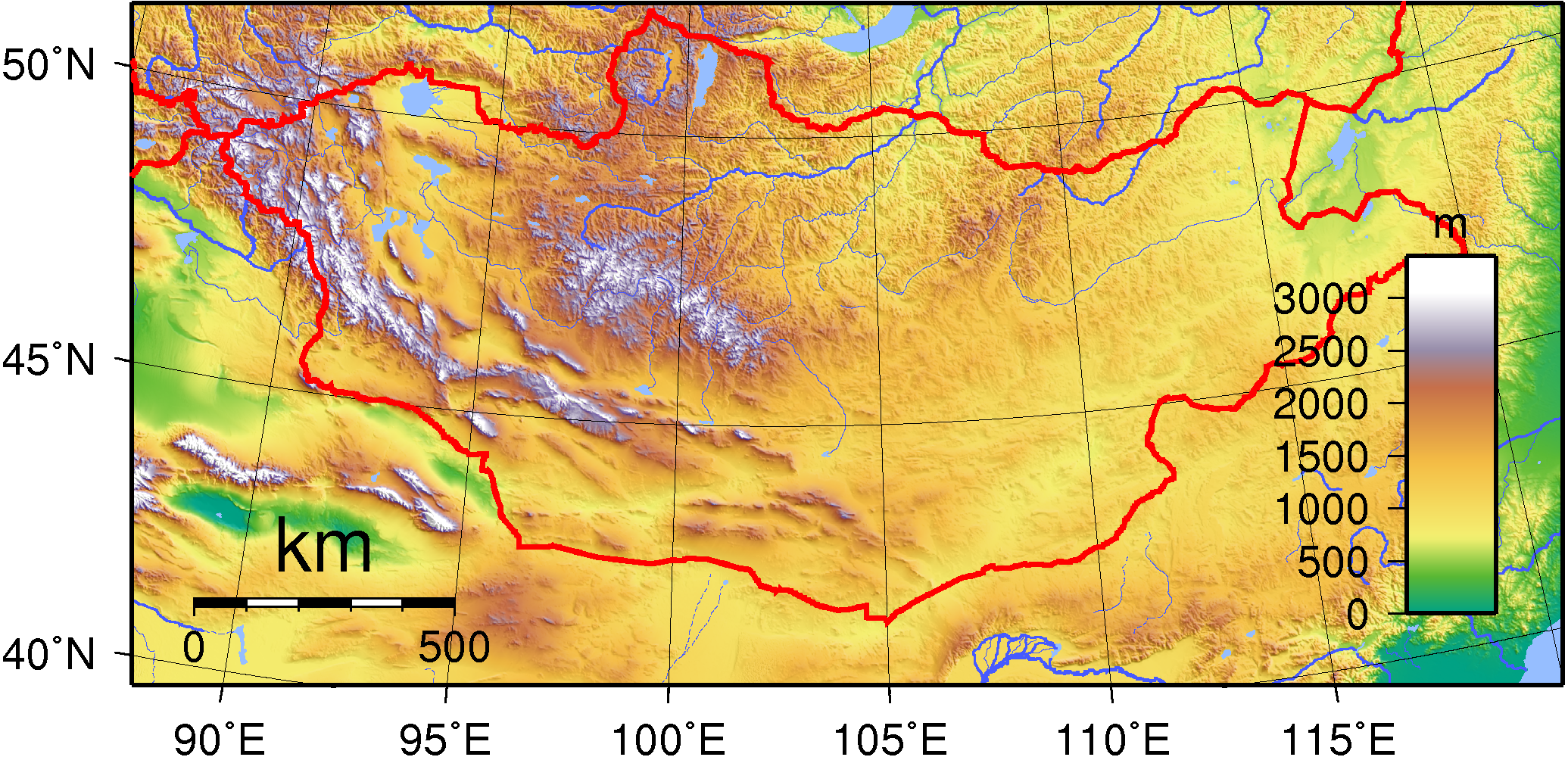
Рельєф Монголії
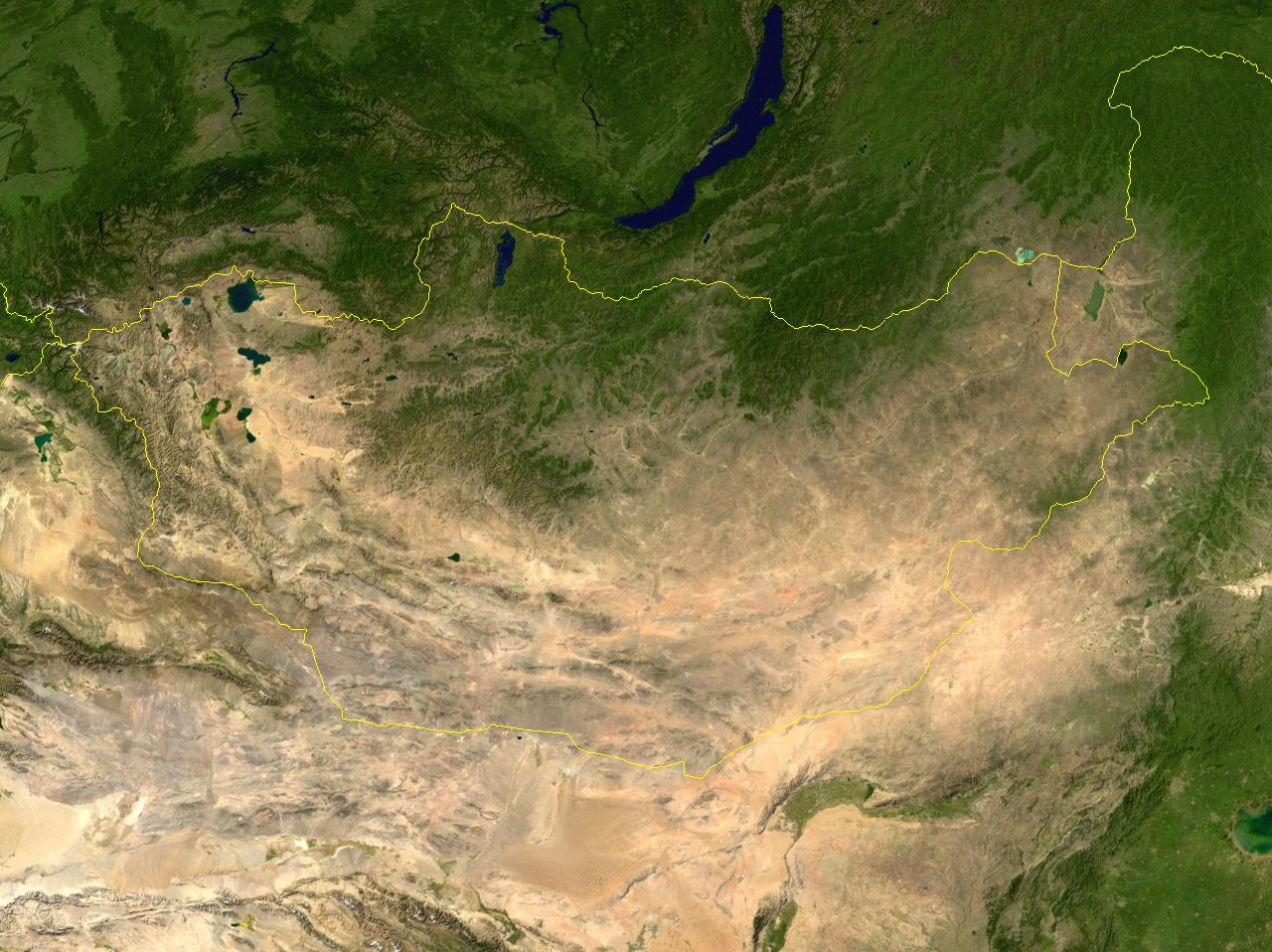
Супутниковий знімок поверхні країни
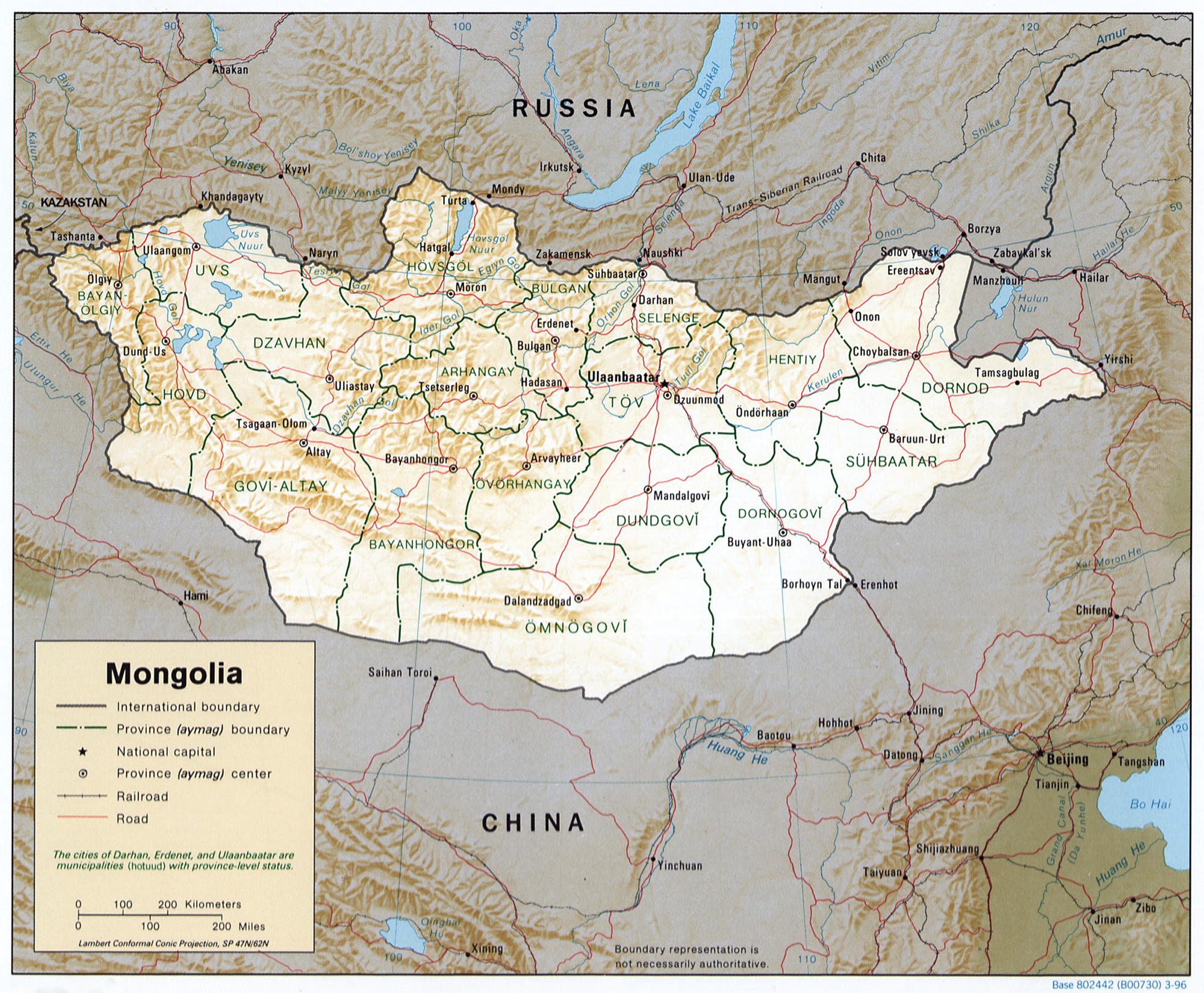
Карта країни (англ.)
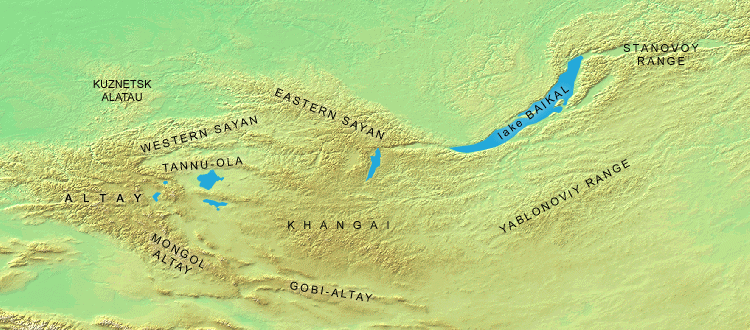
Орографія Монголії (англ.)
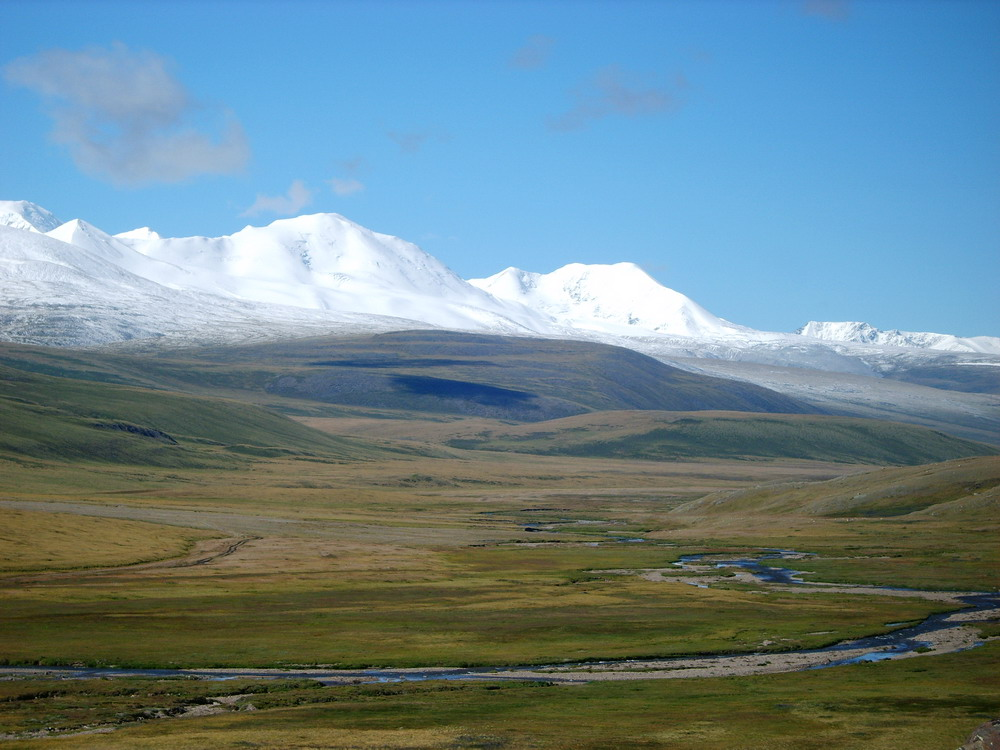
Хуйтен-Оргіл з Укокського плато

## Клімат
Територія Монголії лежить у помірному кліматичному поясі континентального типу. превалюють помірні повітряні маси цілий рік, західний масоперенос. Дуже значні сезонні амплітуди температури повітря. Досить посушлива область, розподіл атмосферних опадів зменшується з півночі на південь, максимум припадає на літо, взимку сніговий покрив нестійкий.

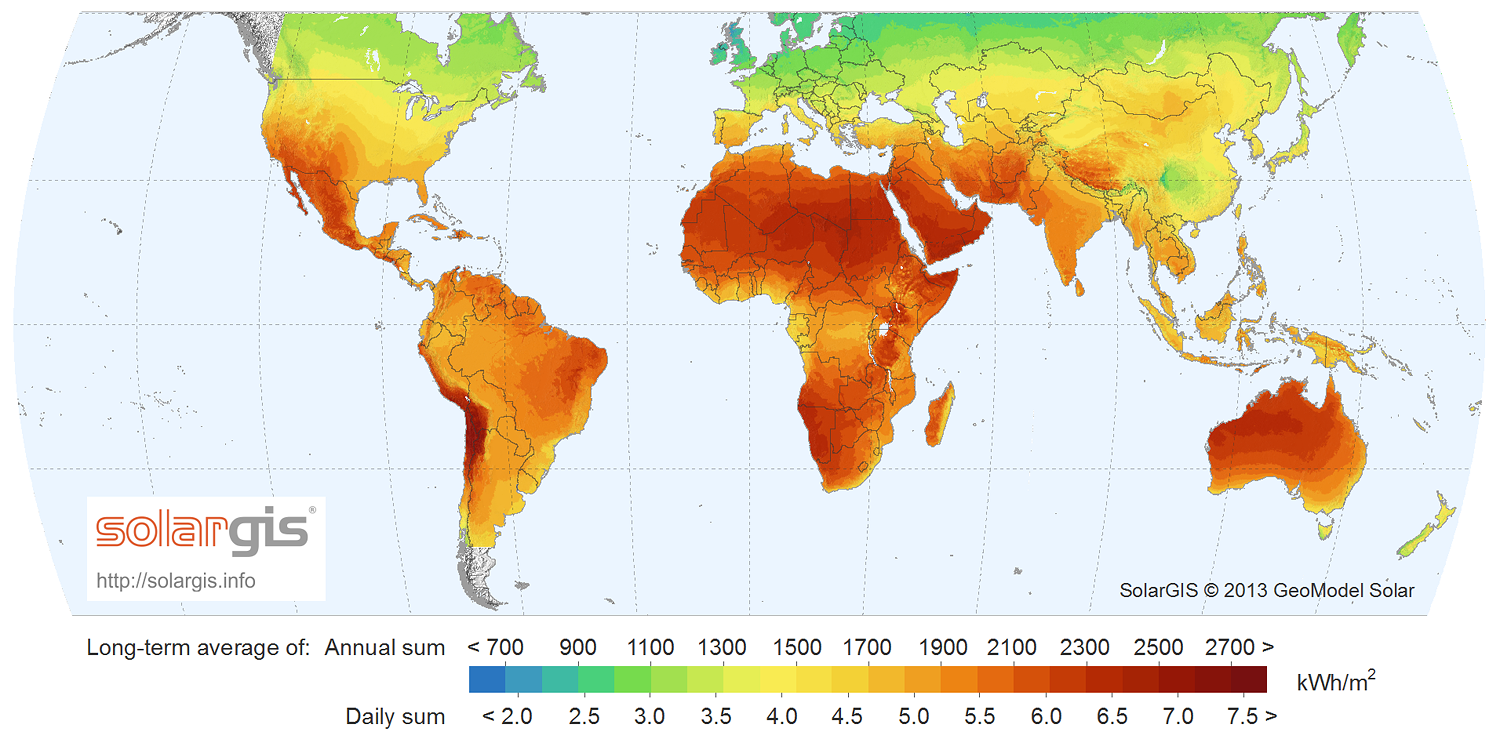
Сонячна радіація (англ.)
Кліматична карта Монголії (за Кеппеном)
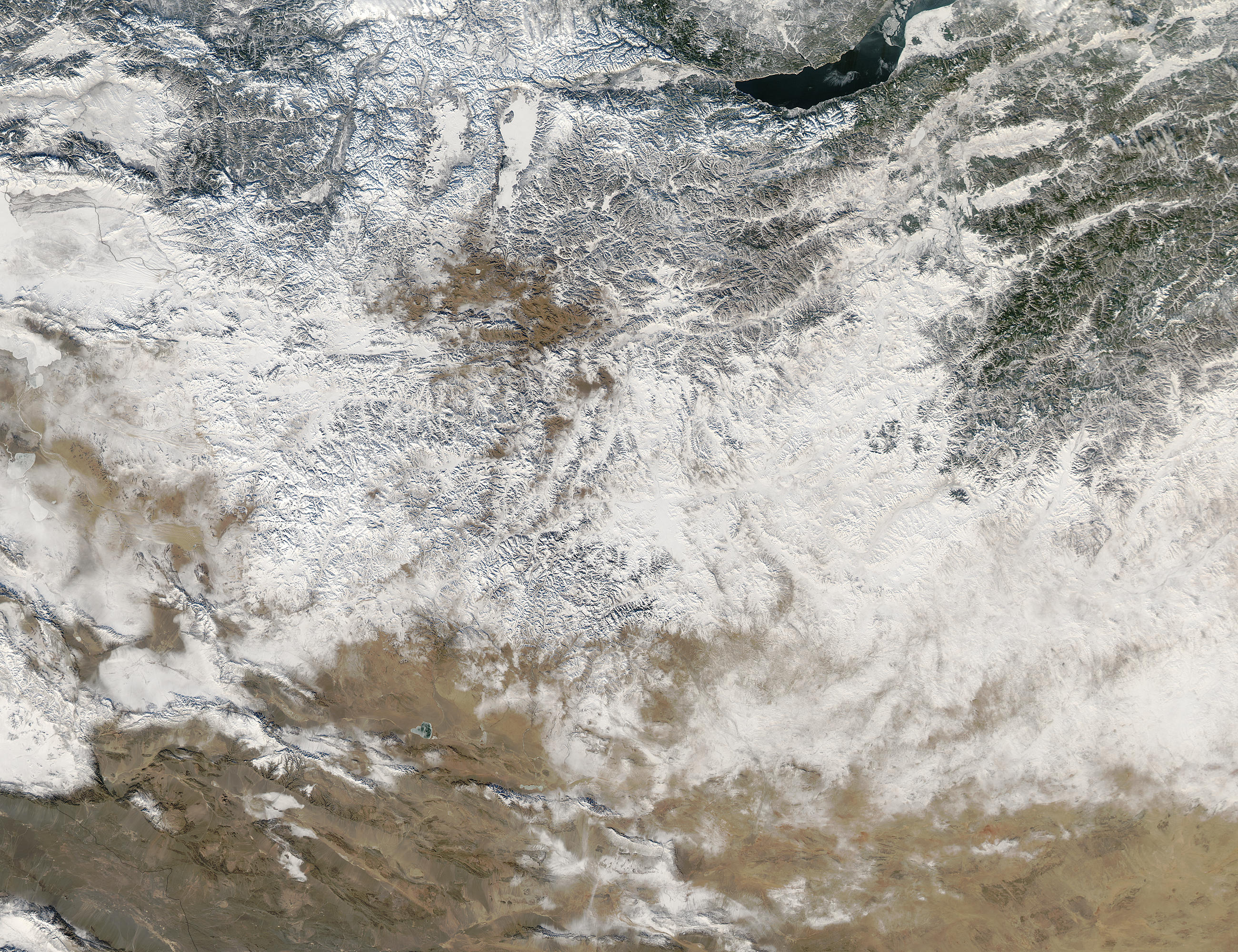
Сніговий покрив у грудні з космосу

Монголія є членом Всесвітньої метеорологічної організації (WMO), в країні ведуться систематичні спостереження за погодою.

## Внутрішні води
Загальні запаси відновлюваних водних ресурсів (ґрунтові і поверхневі прісні води) становлять 34,8 км³. Станом на 2012 рік в країні налічувалось 840 км² зрошуваних земель.

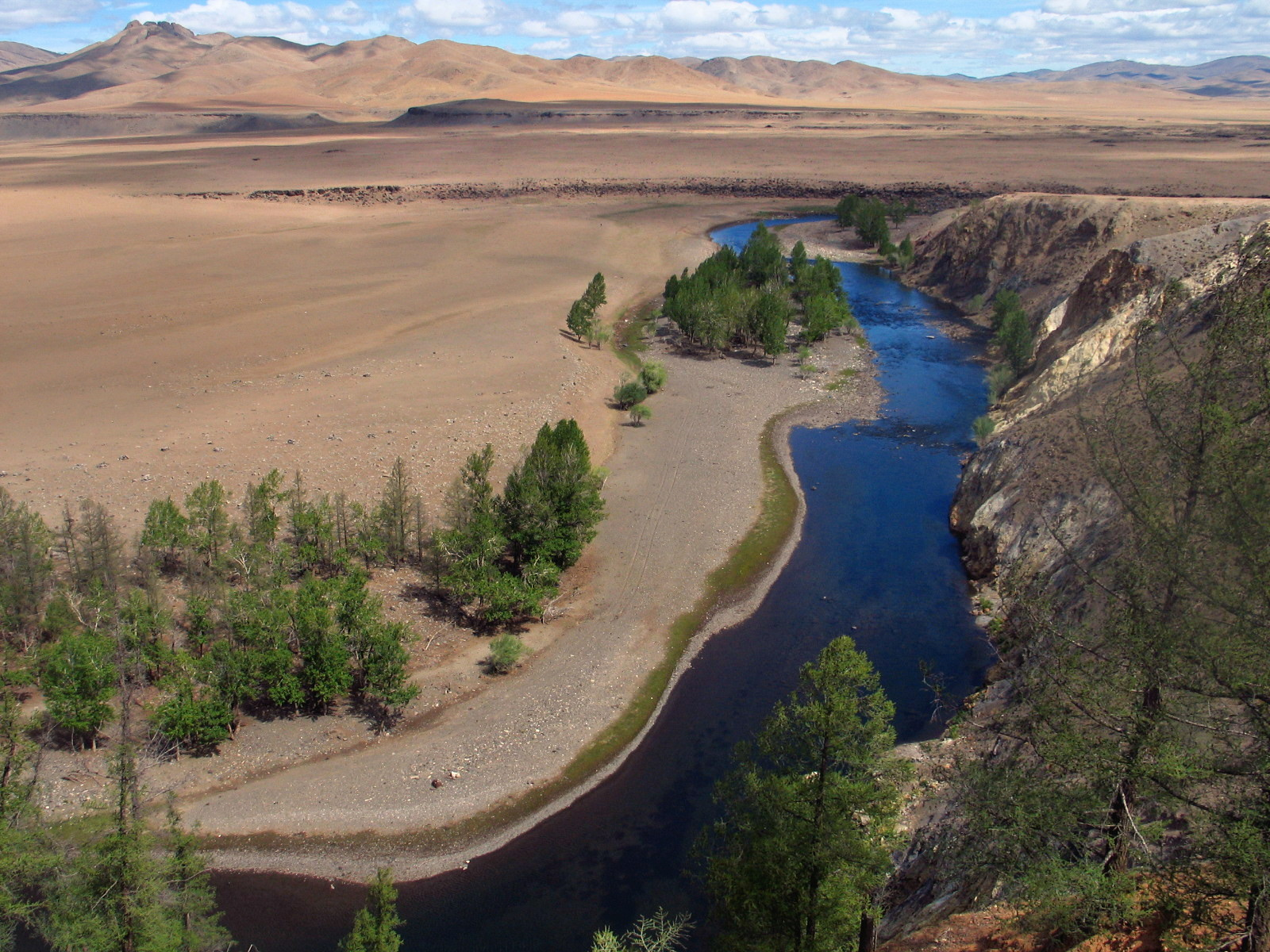
Річка Орхон
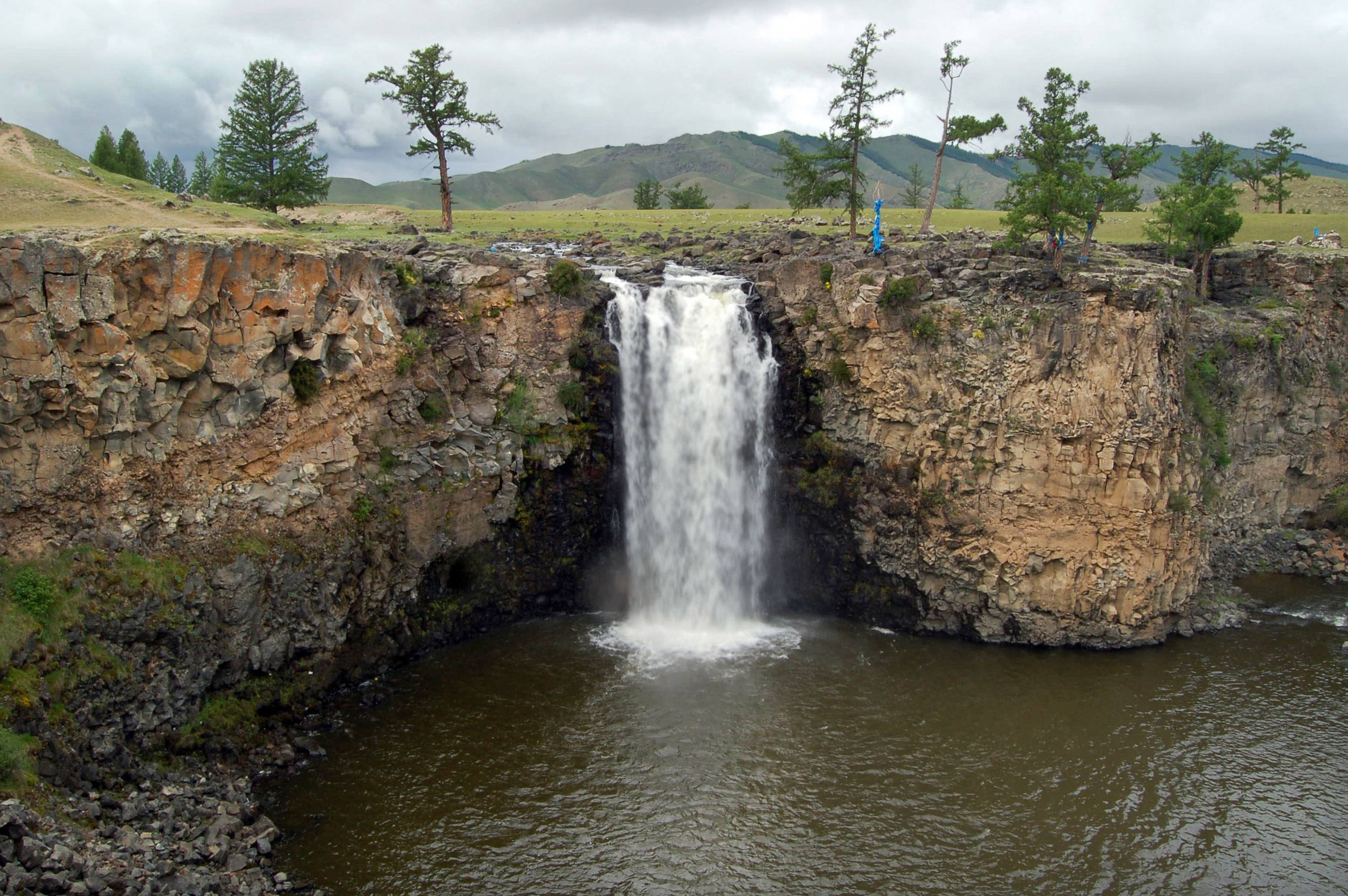
Водоспад Улан-Цутгалан на річці Орхон
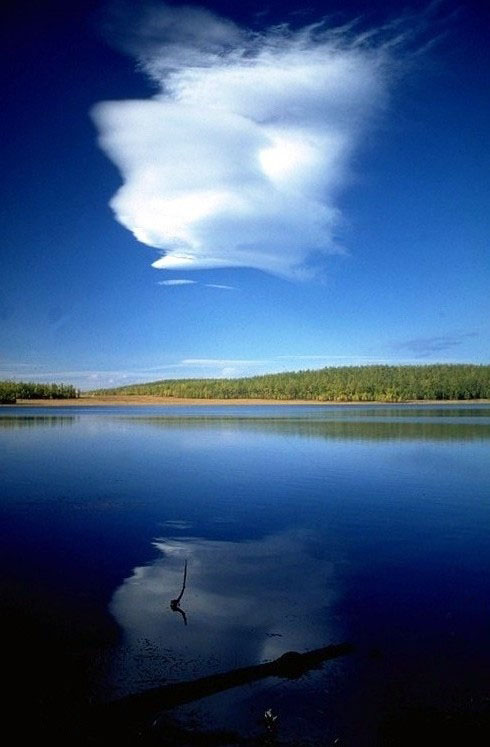
Озеро Хубсуґул
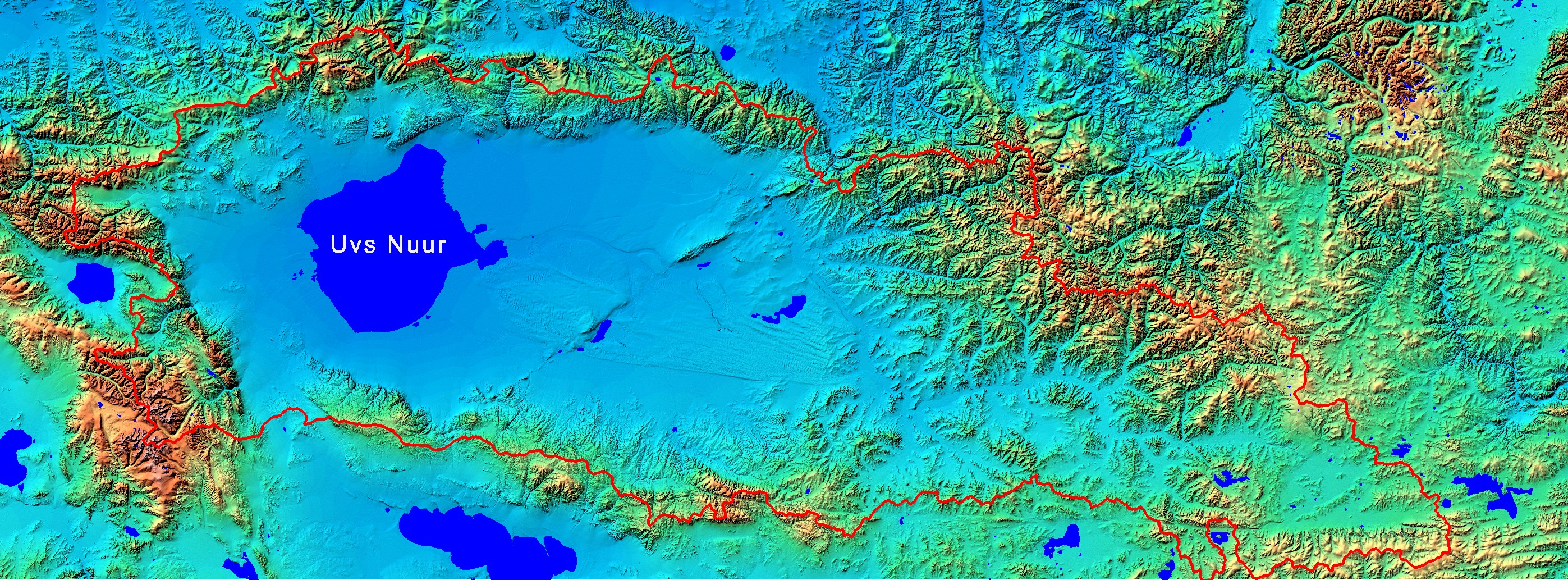
Сточище озера Убсу-Нур

### Річки
Річки більшої частини країни належать безсточним областям Центральної Азії, півночі — басейнам Північного Льодовитого (Селенга і Орхон) і Тихого (Керулен, Онон) океанів. Найповновноводніша річка — Селенга (довжина 1024 км, з них 615 км на території Монголії). Найдовша річка на території Монголії — Орхон, права притока Селенги, вона має довжину 1124 км. Річка Керулен має довжину 1264 км, це найдовша річка з тих, що беруть початок у Монголії, але її монгольська частка має довжину тільки 1090 км, тобто менше, ніж Орхон. Інші великі річки — Онон, Кобдо, Дзабан, Тесійн-Гол, Буянт-Гол, Туул, Халхін-Гол.

### Озера
Найбільше за площею озеро Монголії — Убсу-Нур (3350 км²). Найбільше прісноводне озеро — Хубсугул (2620 км²), в якому знаходиться 70 % прісної води Монголії. Більшість озер Монголії зосереджена в Улоговині Великих озер, тут знаходяться як солоні озера (Хярґас-Нур, Дурген-Нур), так і проточні прісноводні озера (Хара-Ус-Нур, Хара-Нур, Айраг-Нур).

### Льодовики
У горах Монгольського Алтаю — льодовики. На більшій частині країни — багаторічна мерзлота, що має переважно острівне поширення.

## Ґрунти
Значне різноманіття рельєфу, клімату й рослинного покриву Монголії визначає складну мозаїку її ґрунтового покриву. Загалом, ґрунти країни формуються в умовах суворого континентального клімату з низькою кількістю опадів, різкими коливаннями температур і пануванням вітрів. Ґрунтовий покрив Монголії представлений степовими, пустельно-степовими, пустельними та гірськими типами ґрунтів.
На більшій частині Центральної та Північної Монголії поширені темно-каштанові та каштанові ґрунти, що формуються під злаковою та злаково-полиновою рослинністю. Ці ґрунти мають помірний вміст гумусу (2—4 %) і добру водопроникність. Вони утворюються в умовах нестійкого зволоження та характеризуються щільною зернистою структурою. Їх використовують переважно як пасовища, адже кліматичні умови обмежують можливості для рільництва без зрошення.
На півдні та південному заході країни, в районах пустелі Гобі, переважають сіроземи, бурі пустельні ґрунти та слабо розвинені пустельні ґрунти. Ці ґрунти формуються за умов різкого дефіциту вологи, високих температур улітку і часто засоленості. Вміст гумусу в них дуже низький (до 1 %), структура пухка, з великою кількістю уламків гірських порід. Вони майже непридатні для сільськогосподарського використання, окрім як сезонні пасовища для верблюдів та кіз.
У гірських районах Монголії переважають гірсько-лісові буроземи та гірсько-степові ґрунти. Тут клімат вологіший, а температури нижчі. Гірські буроземи мають кращу структуру, вищий вміст гумусу та сприятливіші властивості для лісового господарства та випасу худоби. У високогір’ї поширені гірські тундрові ґрунти, які мають дуже тонкий родючий горизонт і часто лежать на вічній мерзлоті.
У внутрішніх улоговинах, міжгір'ях і пониззях річок утворюються глейові, болотні та солонцюваті ґрунти. Вони часто засолені, погано дреновані, періодично заболочуються. Їхня сільськогосподарська цінність низька, вони іноді використовуються як сезонні випаси
Ґрунтовий покрив Монголії виявляє чітко виражену широтну зональність, що змінюється від півночі на південь: від лісостепових буроземів до пустельних сіроземів. Однак значний вплив на поширення ґрунтів мають і вертикальні пояси в горах. 
Серйозною проблемою сучасної Монголії є деградація ґрунтів, пов'язана з перевипасом, зміною клімату та ерозією. Особливо небезпечними є вітрова ерозія та пилові бурі, які щороку зменшують продуктивність пасовищ. У деяких регіонах відбувається вторинне засолення ґрунтів. Раціональне використання ґрунтів у країні вимагає впровадження сталого пасовищного господарства, зменшення навантаження на деградовані землі та боротьби з опустелюванням.

## Тваринний світ
У зоогеографічному відношенні територія країни відноситься до Голарктичної області: північні райони — до Європейсько-Сибірської тайожної провінції Циркумбореальної підобласті, центр — до Казахстано-Монгольської, південь — до Гобійсько-Кашгарської провінції Центральноазійської підобласті.

## Небезпечні природні явища
Монголія стикається з низкою небезпечних природних явищ і стихійних лих, зумовлених географічними особливостями регіону. Найпоширенішими серед них є пилові бурі, зимові хуртовини (дзуд), землетруси, посухи, паводки та зсуви. Вони завдають значної шкоди традиційному кочовому господарству та життю населення.
Пилові бурі — одне з найчастіших і найсерйозніших природних лих у Монголії, особливо у весняний період. Вони виникають переважно в посушливих і напівпустельних регіонах, таких як Гобі. Основними причинами є деградація ґрунтів, вирубка рослинності та кліматичні зміни. 
Дзуд — унікальне монгольське явище, що означає екстремально сувору зиму, під час якої степ вкривається значним шаром снігу, або крижаною кіркою, худоба не може дістатись кормів і гине від голоду й холоду. Це призводить до масової загибелі тварин, що є катастрофічним для кочового населення, чия економіка базується на скотарстві. Дзуди виникають унаслідок поєднання сильних снігопадів, морозів, вітрів і попередніх літніх посух. 
Землетруси. Монголія розташована в сейсмічно активній зоні. Особливо небезпечним є район Великих Хангарійських гір, а також західні та північні регіони країни. Найпотужніший землетрус у новітній історії стався в 1905 році в Булнайнському розломі (магнітуда 8,4). Землетруси тут часто викликають пошкодження доріг, будівель, руйнування інфраструктури та можуть спричинити зсуви ґрунту.
Суховії і посухи влітку — поширене явище, особливо в Центральній та Південній Монголії. Вони впливають на рослинність, водні ресурси та сільське господарство. У поєднанні з дзудом посухи сприяють виснаженню природних кормових ресурсів, що призводить до голоду худоби та економічних труднощів. Посухи також підвищують ризик пилових бур, лісових та степових пожеж .
Раптові паводки трапляються після сильних дощів, особливо влітку. Вони небезпечні в гірських районах і в заплавах річок, зокрема Орхона й Селенги. Паводки часто спричиняють руйнування будинків, мостів, знищення посівів та загибель худоби. У гірських районах це явище іноді супроводжується зсувами ґрунту.

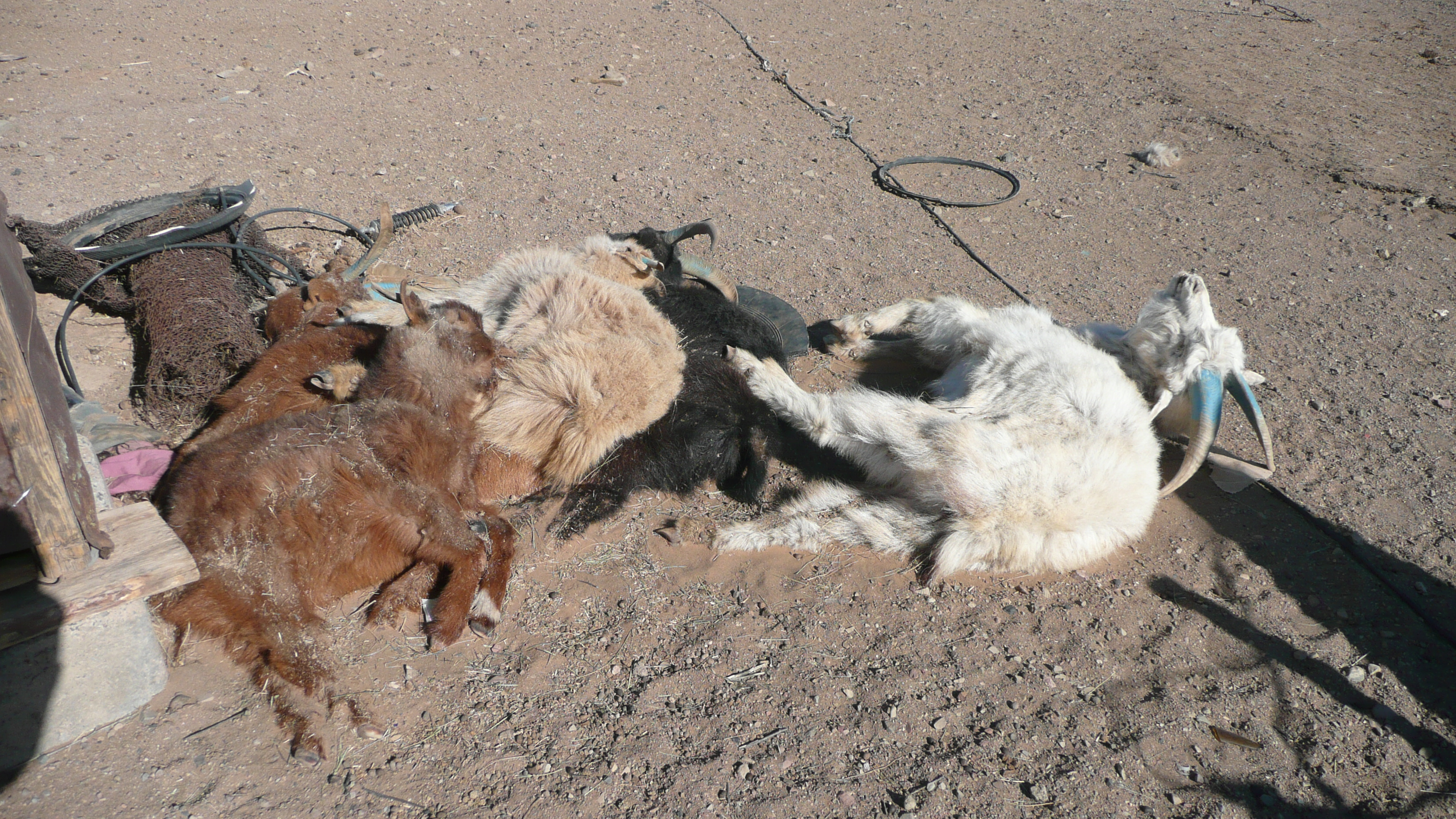
Загибла від дзуду худоба

## Природні ресурси
Монголія має надзвичайно багаті природні ресурси, у тьому числі значні запаси корисних копалин, великі території для випасу худоби, багаті біологічні ресурси, запаси води та потенціал у сфері альтернативної енергетики.

### Земельні ресурси
Земельні ресурси Монголії (оцінка 2011 року):
- придатні для сільськогосподарського обробітку землі — 73 %,
  - орні землі — 0,4 %,
  - багаторічні насадження — 0 %,
  - землі, що постійно використовуються під пасовища — 72,6 %;
- землі, зайняті лісами і чагарниками — 7 %;
- інше — 20 %.

## Охорона природи
Серед основних екологічних проблем варто відзначити:
- обмежені ресурси природних джерел питної води, особливо на півдні;
- пропагована колишнім соціалістичним урядом країни урбанізація дала негативні наслідки в навколишньому середовищі;
- забруднення повітря в Улан-Баторі викидами теплових електростанцій;
- знеліснення, перевипасання і залучення до сільськогосподарського обігу малопродуктивних земель призводять до ерозії ґрунтів;
- спустелювання;
- деградацію земель внаслідок діяльності гірничих підприємств.

Монголія є учасником ряду міжнародних угод з охорони навколишнього середовища:
- Конвенції про біологічне різноманіття (CBD),
- Рамкової конвенції ООН про зміну клімату (UNFCCC),
- Кіотського протоколу до Рамкової конвенції,
- Конвенції ООН про боротьбу з опустелюванням (UNCCD),
- Конвенції про міжнародну торгівлю видами дикої фауни і флори, що перебувають під загрозою зникнення (CITES),
- Конвенції про заборону військового впливу на природне середовище (ENMOD),
- Базельської конвенції протидії транскордонному переміщенню небезпечних відходів,
- Конвенції з міжнародного морського права,
- Монреальського протоколу з охорони озонового шару,
- Міжнародної конвенції запобігання забрудненню з суден (MARPOL),
- Рамсарської конвенції із захисту водно-болотних угідь[11],
- Міжнародної конвенції з регулювання китобійного промислу[1].

## Фізико-географічне районування
У фізико-географічному відношенні територію Монголії можна розділити на райони, що відрізняються один від одного рельєфом, кліматом, рослинним покривом: .

### Українською
- Атлас світу / голов. ред. І. С. Руденко ; зав. ред. В. В. Радченко ; відп. ред. О. В. Вакуленко. — К. : ДНВП «Картографія», 2005. — 336 с. — ISBN 9666315467.
- Атлас. 7 клас. Географія материків і океанів / Укладачі О. Я. Скуратович, Н. І. Чанцева. — К. : ДНВП «Картографія», 2014.
- Бєлозоров С. Т. Географія материків. — К. : Вища школа, 1971. — 371 с.
- Барановська О. В. Фізична географія материків і океанів : навч. посіб. для студентів ВНЗ : [у 2 ч.]. — Н. : Ніжинський державний університет ім. Миколи Гоголя, 2013. — 306 с. — ISBN 978-617-527-106-3.
- Географія материків та океанів: Навч. посібник / Уклад. О. Лаврик. — 2-ге вид. — Житомир, 2021. — 231 с.
- Монголія // Гірничий енциклопедичний словник : [у 3-х тт.] / за ред. В. С. Білецького. — Д. : Східний видавничий дім, 2004. — Т. 3. — 752 с. — ISBN 966-7804-78-X.
- Дубович І. А. Країнознавчий словник-довідник. — 5-те вид., перероб. і доп. — К. : Знання, 2008. — 839 с. — ISBN 978-966-346-330-8.
- Назаренко І. І., Польчина С. М., Нікорич В. А. Ґрунтознавство:  Підручник. — Чернівці : Книги—ХХІ, 2004. — 400 с. — ISBN 966-8029-45-3
- Панасенко Б. Д. Фізична географія материків : навч. посіб. : в 2 ч. — В. : ЕкоБізнесЦентр, 1999. — 200 с.
- Позняк С. П. Ґрунтознавство і географія ґрунтів:  Підручник. У 2-х част. Ч. 2. — Львів : Вид-во ЛНУ, 2010. —  286 с.
- Фізична географія материків та океанів : підруч. для студ. вищ. навч. закл. : у 2 т / за ред. П. Г. Шищенка. — К. : Видавництво Київського нац. ун-т ім. Т. Шевченка, 2009. — Т. 1. : Азія. — 643 с. — ISBN 978-966-439-257-7.
- Юрківський В. М. Регіональна економічна і соціальна географія. Зарубіжні країни: Підручник. — 2-ге. — К. : Либідь, 2001. — 416 с. — ISBN 966-06-0092-5.

### Англійською
- (англ.) Graham Bateman. The Encyclopedia of World Geography. — Andromeda, 2002. — 288 с. — ISBN 1871869587.

### Російською
- (рос.) Авакян А. Б., Салтанкин В. П., Шарапов В. А. Водохранилища. — М. : Мысль, 1987. — 326 с. — (Природа мира)
- (рос.) Алисов Б. П., Берлин И. А., Михель В. М. Курс климатологии [в 3-х тт.] / под. ред. Е. С. Рубинштейна. — Л. : Гидрометиздат, 1954. — Т. 3. Климаты земного шара. — 320 с.
- (рос.) Апродов В. А. Вулканы. — М. : Мысль, 1982. — 368 с. — (Природа мира)
- (рос.) Апродов В. А. Зоны землетрясений. — М. : Мысль, 2010. — 462 с. — (Природа мира) — ISBN 978-5-244-01122-7.
- (рос.) Бабаев А. Г., Зонн И. С., Дроздов Н. Н., Фрейкин З. Г. Пустыни. — М.  : Мысль, 1986. — 320 с. — (Природа мира)
- (рос.) Букштынов А. Д., Грошев Б. И., Крылов Г. В. Леса. — М. : Мысль, 1981. — 316 с. — (Природа мира)
- (рос.) Власова Т. В. Физическая география материков. С прилегающими частями океанов. Евразия, Северная Америка. — 4-е, перераб. — М. : Просвещение, 1986. — 417 с.
- (рос.) Гвоздецкий Н. А. Карст. — М. : Мысль, 1981. — 214 с. — (Природа мира)
- (рос.) Гвоздецкий Н. А., Голубчиков Ю. Н. Горы. — М. : Мысль, 1987. — 400 с. — (Природа мира)
- (рос.) География / под ред. проф. А. П. Горкина. — М. : Росмэн-Пресс, 2006. — 624 с. — (Современная иллюстрированная энциклопедия) — ISBN 5-353-02443-5.
- (рос.) Географический энциклопедический словарь: географические названия / под. ред. А. Ф. Трёшникова. — 2-е изд., доп. — М. : Советская энциклопедия, 1989. — 585 с. — ISBN 5-85270-057-6.
- (рос.) Добровольский В. В. География почв с основами почвоведения: Учеб. пособие. — М. : Просвещение, 1976. — 288 с.
- (рос.) Долгушин Л. Д., Осипова Г. Б. Ледники. — М. : Мысль, 1989. — 448 с. — (Природа мира) — ISBN 5-244-00315-1.
- (рос.) Исаченко А. Г., Шляпников А. А. Ландшафты. — М. : Мысль, 1989. — 504 с. — (Природа мира) — ISBN 5-244-00177-9.
- (рос.) Лобова Е. В., Хабаров А. В. Почвы. — М. : Мысль, 1983. — 304 с. — (Природа мира)
- (рос.) Максаковский В. П. Географическая картина мира. Книга I: Общая характеристика мира. — М. : Дрофа, 2008. — 495 с. — ISBN 978-5-358-05275-8.
- (рос.) Максаковский В. П. Географическая картина мира. Книга II: Региональная характеристика мира. — М. : Дрофа, 2009. — 480 с. — ISBN 978-5-358-06280-1.
- (рос.) Монголія // Поспелов Е. М. Топонимический словарь. — М. : АСТ, 2005. — 229 с. — ISBN 5-17-016407-6.
- (рос.) Потемкина И. И. Монголия. — М. : Мысль, 1988. — (У карты мира)
- (рос.) Почвоведение / Кауричев И. С., Александрова Л. Н., Панов Н. П. и др.; Под ред.И. С. Кауричева. — М. : Колос, 1982. — 496 с.
- (рос.) Пфеффер П. Азия. — М. : Прогресс, 1982. — 316 с. — (Континенты, на которых мы живем)
- (рос.) Словарь современных географических названий / под общей редакцией акад. В. М. Котлякова. — Екатеринбург : У-Фактория, 2006.
- (рос.) Физико-географический атлас мира. — М. : Академия наук СССР и Главное управление геодезии и картографии ГУГК СССР, 1964. — 298 с.
- (рос.) Энциклопедия стран мира / глав. ред. Н. А. Симония. — М. : НПО «Экономика» РАН, отделение общественных наук, 2004. — 1319 с. — ISBN 5-282-02318-0.